# Благовещенская церковь (Санкт-Петербург, Васильевский остров)
Церковь Благове́щения Пресвятой Богородицы (Благове́щенская це́рковь) — православный храм на Васильевском острове Санкт-Петербурга.
Относится к Санкт-Петербургской епархии Русской православной церкви, входит в состав Василеостровского благочиннического округа.

## История
Первый деревянный храм в северной части Васильевского острова начали строить в 1738 году по благословению Святейшего синода при деятельном участии санкт-петербургского купца Иродиона Степановича Чиркина. Храм был выстроен к 1742 году по проекту и под смотрением Джузеппе Трезини, стоял до 1763 года. Первым был освящён в 1741 году придел во имя московских святителей Петра, Алексея, Ионы и Филиппа; главный алтарь в честь Благовещения Пресвятой Богородицы был освящён в 1742 году.
Одним из прихожан в 1749 году был «Императорской Академии наук профессор Василий Тредиаковский», а в 1753 году — «коллежский советник и профессор Михаил Ломоносов». Деревянная церковь считалась временной, пока не будут изысканы средства для построения каменного здания; стояла она к северу от него, после упразднения на месте её святого алтаря поставили крест, обнесённый небольшой деревянной оградой.
В середине XVIII века Иродион Чиркин с сыном Иваном, тоже купцом, решили построить новую двухэтажную каменную церковь. Заложена она была 24 мая 1750 года рядом с деревянной. По желанию заказчиков она должна была быть похожей на строившийся Преображенский собор. Но строили её очень долго, а службы начали проводить только в 1758 году. Освящена церковь была 15 сентября 1762 года. Весной 1769 года с площадки колокольни вёл астрономические наблюдения учёный и просветитель Николай Курганов; в 1780-х годах была построена четырёхъярусная колокольня.
В 1844—1854 годах церковь принадлежала Воскресенскому Новодевичьему монастырю; вместе с ней ему были переданы всё её имущество, денежные суммы, земли в разных местах и дома на них: три деревянных и три каменных. Прихожане и причт остались, таким образом, ни с чем. Чтобы исправить положение, епархиальное начальство старалось распределить прихожан и причт по соседним церквям; затем возникла идея построить новый храм. Однако в 1854 году Высочайшим повелением монастырь перевели на новое место за Московской заставой, а Благовещенский храм с постройками вернули прежним владельцам.
В 1859 году церковь была расписана художником Романом Виноградовым. В 1899 году архитектором Михаилом Еремеевым на углу Малого проспекта и 8-й линии сооружена шатровая часовня. В 1862 году в честь столетия церкви при ней было открыто первое в городе приходское Общество вспоможения бедным. Оно располагало богадельней, приютом для девочек, школой и квартирами для малоимущих.
При советской власти с начала 1920-х годов церковь принадлежала обновленцам. В марте 1935 года её настоятель протоиерей Владимир Лавров был выслан «на периферию» (расстрелян 30 октября 1937). В 1936 году храм был закрыт и передан комиссариату авиационной промышленности под производственный цех. Внутренние помещения разделили на кабинеты, живопись закрасили, в стены вмонтировали арматуру для подъёмников и лестниц. В левом приделе организовали теплоцентр, а в алтаре разместили щитовую.
Находившийся на хорах в приделе во имя Зачатия Иоанна Предтечи старинный иконостас в 1946 году был передан в открытую в этом же году церковь Святой Троицы («Кулич и Пасха»), где он был установлен в центральном приделе.
Приход возрождён в 1992 году. С 1997 года в церкви продолжается реставрация: постепенно были разобраны перекрытия, коммуникации и оборудование, установленные при советской власти. После нескольких этапов расчистки сводов от масляной краски специалистам удалось раскрыть оригинальную живопись начала XIX века.

## Приделы
- Нижний храм:
  - главный — Благовещения Пресвятой Богородицы;
  - северный — Покрова Пресвятой Богородицы;
  - южный — святых Кира и Иоанна.
- Верхний (холодный) храм:
  - главный — Воздвижения Креста Господня (до 1796 года — Воскресения Словущего);
  - на хорах — Зачатия Иоанна Предтечи;
  - боковые — Илии Пророка и Покрова Пресвятой Богородицы (до 1805 года в трапезной — Никольский и святителя Петра Московского).

## Кладбище
В XVIII—XIX веках при церкви существовало кладбище, на котором были захоронены механик Андрей Нартов, гравёр Михаил Махаев, путешественник Степан Крашенинников, художник Антон Лосенко.
- Церковь в начале XX века
- Иконостас на фото 1900-х годов
- Настоятель протоиерей Иоанн Дёмкин (клирик церкви с 1861 года)
- Староста церкви и казначей благотв. общ-ва К. И. Христофоров
- Икона на апсиде
- Колокольня
- Вид с севера
- Часовня